# El Colomo (Bahía de Banderas)
El Colomo es una localidad situada en el municipio de Bahía de Banderas, en el estado de Nayarit. El código postal de esta localidad es 63736 y la clave lada 329.

## Historia
La historia original de Puerto Vallarta está un poco relacionada con la historia real de El Colomo y la famosa hacienda de los Masiterrena que se fundó en los primeros años del siglo pasado. La Hacienda de los Maisterrena empezaba desde La Peñita de Jaltemba en
Compostela y llegaba hasta el pueblo San José del Valle que también se ubica en Bahía de Banderas, pero fue en el Colomo donde tenían una gran casa principal, así como, otras grandes construcciones entre las que estaban los graneros, la tienda de raya y también las casas de los trabajadores de la hacienda. 
Esta familia Maisterrena llegó a México en el año 1886. Fermín Maisterrena Goyeneche era nativo de Elizondo, en la provincia de Navarra que se encuentra en España. Este hombre desempeñó como administrador y después trabajó en la Casa Aguirre en Tepic, la cual era una de las empresas agrícolas y ganaderas más importantes y conocidas del territorio de Nayarit que en ese entonces Nayarit formaba parte del Estado de Jalisco.
Tiempo después, Fermín conoció y se casó con Carlota Murillo y concibieron siete hijos: Ramón, Fermín, José, Manuel, Juan, Mercedes y María.
Motivado por el gran conocido Porfirio Díaz de lograr una ruta del ferrocarril central que saliera a la costa del pacífico, Fermín adquirió tierras en la costa sur nayarita, así se hizo el pueblo Colomo, la Peñita de Jaltemba y otras tierras como en Las Peñas en Jalisco que ahora es ubicado y llamado Puerto Vallarta. 
Una pequeña villa de mil quinientos habitantes ubicados dentro de la bahía entonces llamada de El Jorobado, nombre referente a las ballenas jorobadas que veían en ella en el otoño e invierno.
Hacia 1905 Porfirio Díaz ordenó que se elaborara la construcción de la vía férrea de Guadalajara a la ciudad de Sonora, por lo que los Maisterrena compraron unas tierras en Tuxpan y Acaponeta y en pleno movimiento revolucionario, compraron la hacienda de Las Varas y Chila. Que son las probables rutas desde Guadalajara hacia una salida a un puerto marítimo hacia San Blas, en Nayarit. En esos tiempos una gran parte de la producción de la hacienda era enviada hasta el puerto Las Peñas para poder ser transportada por un barco hacia otras latitudes. 
La casa de los Maisterrena instalada en el puerto y esta fue administrada por su hijo Ramón, su casa estaba ubicada frente a la plaza de armas, hacia el norponiente, donde hoy se encuentra el Palacio Municipal de Puerto Vallarta. Ahí los Maisterrena compraban muchos productos de la región, mismos que enviaban mediante un barco hacia otras latitudes.
Después a Fermín le concedieron el uso de aguas y la creación del distrito de riego en El Colomo, esto con la condición de que renunciara a su ciudadanía española, lo cual hizo en 1917, dos meses antes de que se promulgara la Constitución Política de los Estados Unidos Mexicanos la cual fue promovida por Venustiano Carranza. Ese mismo año se creó el Estado Libre y Soberano de Nayarit incluido el municipio de Compostela. Para 1918, se le concede a Las Peñas el título de municipio con el nuevo nombre de Puerto Vallarta, en memoria del ilustre abogado y gobernador de Jalisco, Ignacio L. Vallarta.
Se dice que la familia de los Maisterrena contribuía al gasto del ejército por lo que se dice, tenían a su disposición a las fuerzas federales. Se les temía por todos los métodos violentos que se usaban en contra quienes mostraban alguna inconformidad o rebeldía.
En 1925 se creó la Compañía Montgomery, que era una empresa extranjera dedicada a la producción de plátano, que también enviaba su producción hacia puerto Las Peñas, que en ese entonces ya era conocido como Puerto Vallarta.
Luego cuando se vino el movimiento agrarista en los años 30 a Nayarit, los Maisterrena vieron muy amenazada su propiedad, en El Colomo, Fortino Covarrubias fue de los que encabezó el movimiento en contra los hacendados, aunque en las famosas festividades del 20 de noviembre de 1934 él fue asesinado y se dijo que su muerte fue perpetrada por los Maisterrena., En 1935, un año después, el gobierno de Lázaro Cárdenas decretó el reparto de esa hacienda, dando origen así al Ejido de El Colomo, el primero en la región de la Bahía de Banderas. Con su primer presidente del comisariado Fortino Covarrubias Ávila.

## Clima
El ejido el Colomo está exactamente a 50 metros de altitud.
El clima está clasificado como tropical, con algunas lluvias en el verano. El colomo presenta una temperatura media anual que parte entre los 23 °C y 28 °C. La precipitación es más baja en abril y la mayor precipitación en septiembre. El mes de julio es considerado en el ejido, el mes más caluroso del año.

## Habitantes
En este pueblo habitan 1280 personas. En esta localidad existen 658 hombres y 622 mujeres. La relación entre mujeres/hombres es de 0,945. La fecundidad de la población femenina es aproximadamente de 3 hijos por cada mujer.
- Habitantes Indígenas: en el Colomo 8 personas viven en hogares indígenas, aproximadamente 6 personas mayores a 5 años de edad hablan una lengua indígena. Ninguna persona en este ejido habla un idioma indígena y el español.
- Edades de los ciudadanos: en el colomo, los ciudadanos están divididos en 438 menores de edad y 842 adultos de estos 154 son mayores a 60 años.
- Analfabetismo: el analfabetismo entre los adultos es del 8,13% y el grado de escolaridad es de 6.45.

## Estructura económica
En El Colomo existe un total de 340 hogares de las cuales, 28 tienen piso de tierra y 21 aproximadamente consisten de una sola habitación. Solo 299 de todas las viviendas tienen instalaciones sanitarias y también 327 son conectadas al servicio público y solo 322 tienen acceso a la luz eléctrica.
La estructura económica del colomo permite a solo 6 viviendas tener una computadora, a 248 tener una buena lavadora y a 317 tener una televisión.

### Instrucción escolar
Además de que hay 104 analfabetos de 15 o más años y 10 de los jóvenes entre 6 y 14 años no asisten a la escuela, de la población, a partir de los 15 años, 103 habitantes no tienen ninguna escolaridad, 407 tienen una escolaridad incompleta. 276 tienen una escolaridad básica y 130 cuentan con una educación post-básica.
Existen solo 3 escuelas públicas en este ejido:}
- Américas Unidas
- Esteban Baca Calderón
- Manuel Ávila Camacho

Las 3 instituciones son públicas y cuentan con un nivel lamentablemente bajo.

### Recursos de salud
En El Colomo, los habitantes cuentan con escasos recursos de salud, cuentan tan solo con un consultorio, un solo médico que tiene contacto con paciente, un médico general y 4 enfermeras, 2 de ellas en contacto con paciente y 2 solo auxiliares.